# Scutellaria prostrata
Scutellaria prostrata là một loài thực vật có hoa trong họ Hoa môi. Loài này được Jacquem. ex Benth. miêu tả khoa học đầu tiên năm 1835.